# New Boston-Morea
New Boston-Morea is een plaats (census-designated place) in de Amerikaanse staat Pennsylvania, en valt bestuurlijk gezien onder Schuylkill County.

## Demografie
Bij de volkstelling in 2000 werd het aantal inwoners vastgesteld op 441.

## Geografie
Volgens het United States Census Bureau beslaat de plaats een oppervlakte van 1,2 km², waarvan 1,1 km² land en 0,1 km² water.

## Plaatsen in de nabije omgeving
De onderstaande figuur toont nabijgelegen plaatsen in een straal van 8 km rond New Boston-Morea.